# Edwardsia kameruniensis
Edwardsia kameruniensis is een zeeanemonensoort uit de familie Edwardsiidae.
Edwardsia kameruniensis is voor het eerst wetenschappelijk beschreven door Carlgren in 1927.